# (73986) 1998 DR29
(73986) 1998 DR29 – planetoida z pasa głównego asteroid okrążająca Słońce w ciągu 3,37 lat w średniej odległości 2,25 j.a. Odkryta 28 lutego 1998 roku.